# Renée Claude
Renée Claude est une chanteuse et actrice canadienne québécoise née le 3 juillet 1939 à Montréal (Québec) et morte le 12 mai 2020 dans la même ville.

## Biographie

### Les débuts (1955-1966)
Née Renée Bélanger à Montréal le 3 juillet 1939, elle est la fille de Jean Bélanger et Cécile Laboissonnière. Renée Claude débute très jeune dans le métier. Elle suit des cours de piano à l'école de musique Vincent-d'Indy pendant plusieurs années, de même que des cours d'art dramatique avec le comédien Paul Hébert ainsi que des cours de chant avec Alphonse Ledoux. En 1955, alors qu'elle n'a que 16 ans, elle remporte le premier prix du concours radiophonique Les Découvertes de Billy Munro à la station CKVL, à Verdun.
Il lui faut attendre 1960 avant de faire ses débuts à la télévision, à l'émission Chez Clémence, de la Société Radio-Canada. Sur scène, c'est à Québec, à La Boîte à chansons, qu'elle fait ses premiers pas. Elle chante alors surtout les grands noms de la chanson française, en particulier les Léo Ferré, Georges Brassens, Jacques Brel, Gilbert Bécaud et Ricet Barrier, mais très tôt, elle se tourne vers les auteurs québécois, en commençant par Jean-Pierre Ferland qui lui écrit, avec le pianiste Pierre Brabant, la chanson La Marquise coton. Toujours de Ferland et Brabant, elle interprète Feuille de gui à Bruxelles en Belgique, au concours « Chansons sur mesure », et elle remporte le premier prix de l'année 1962. La chanteuse a définitivement fait son entrée dans le monde de la chanson québécoise, et son nom commence à se faire connaître auprès du public.
En 1963, Renée Claude signe un contrat chez Sélect et fait paraître un premier album incluant les titres suivants : La Marquise coton, Les Gens de la tournée, Vingt ans, Mon ange et Ce grand amour. Elle enregistre un deuxième album en 1964 (Pendant que, La Mélisa, Funambule…), puis un troisième en 1965 (Tu es noire, Qui donc me fera ma chanson ?…) et un quatrième en 1966 (Le Mal d'amour, Une vie, Les Gens de mon pays…), toujours sous étiquette Sélect, et pendant ce temps, elle accumule les honneurs (Tu es noire de Stéphane Venne et François Dompierre remporte le prix de la meilleure chanson de l'année 1965, style chansonnier, au Festival du disque, participation au Festival de Sopot en Pologne, deuxième participation au concours « Chansons sur mesure », etc.).
Parallèlement à cela, elle anime aux côtés d'Hubert Loiselle l'émission radiophonique Pour ceux qui s'aiment en 1965, et donne des concerts à l'Auditorium Le Plateau en 1964 et à la Comédie-Canadienne en 1966. À preuve que Renée Claude est devenue au fil des ans une artiste respectée par ses pairs, la boîte à chansons Le Patriote décerne depuis 1965 le trophée Renée-Claude à l'interprète qui s'y est le plus distingué au cours de l'année.

### Les années Columbia (1967-1968) et Barclay (1969-1974)
L'année 1967 en est une charnière pour Renée Claude et marque un tournant majeur dans sa carrière. Elle passe chez Columbia et connaît son premier grand succès avec l'album et la chanson Shippagan de Michel Conte. Elle se fait de plus en plus présente sur les scènes du Québec (Le Patriote, la Comédie-Canadienne...) et effectue une tournée québécoise aux côtés de Jacques Brel. Elle est même invitée à The Tonight Show et reçoit, en 1968, le trophée de la meilleure interprète au Gala des artistes, prix qu'elle recevra encore en 1969 et en 1970.
En 1969, elle change à nouveau de maison de disques et signe cette fois un contrat avec Barclay, où elle restera jusqu'en 1974 pour de nombreux disques. Elle lance alors les albums Renée Claude (1969), Le Tour de la terre (1969), Le Début d'un temps nouveau (1970), Tu trouveras la paix (1971), Je reprends mon souffle (1972), Ce soir je fais l'amour avec toi (1973) et Les Grands Succès Barclay (1973). Collaborant de plus en plus avec l'auteur-compositeur Stéphane Venne, devenu pour elle un ami, Renée Claude connaît un immense succès avec les chansons C'est notre fête aujourd'hui, Le Tour de la terre, La Rue de la Montagne, Tu trouveras la paix, Le Début d'un temps nouveau, C'est toi, c'est moi, c'est lui, c'est nous autres, Quand le temps tournera au beau, T'oublier, t'oublier et Sais-tu que je t'aime depuis longtemps. Travaillant également avec Michel Conte qui lui signe la splendide chanson Viens faire un tour, elle se voit remettre le premier prix du concours « La Clé d'Or » en 1970, grâce à ce titre. Cette même année, elle représente la Société Radio-Canada au Festival d'Athènes, en Grèce, puis elle chante à l'exposition universelle d'Osaka, au Japon, ainsi qu'à la Place des Arts de Montréal avec l'orchestre symphonique. Elle se rend en URSS, au Théâtre des Variétés de Moscou ainsi que dans plusieurs autres villes du pays, pour des tournées en 1971 et 1972, et participe au Festival de Caracas, au Venezuela.
Avec ses longs cheveux noirs, son look de bohémienne et son allure désinvolte, Renée Claude incarne alors l'esprit libertaire, féministe, tel qu'il prenait son essor dans les années 1970. Elle est aussi la première chanteuse à atteindre les meilleures positions du palmarès avec du matériel québécois original, et non pas des traductions de chansons américaines, comme cela se faisait si couramment à l'époque.
Outre Stéphane Venne, qui a fait de Renée Claude, d'Emmanuëlle et d'Isabelle Pierre ses trois muses, il y a le jeune auteur Luc Plamondon qui s'intéresse de près à la carrière de Renée Claude. Malgré ses nombreuses occupations auprès de Diane Dufresne, Plamondon trouve le temps dès 1972 d'écrire des textes pour Renée. Parmi ceux-ci, notons Cours pas trop fort, cours pas trop loin, C'est pas un jour comme les autres, Berceuse pour mon père et ma mère, et surtout La Bagomane et Ce soir je fais l'amour avec toi (sur des musiques de Michel Robidoux) et Un gars comme toi (sur une mélodie de Germain Gauthier). Elle interprète également des compositions de Christian Saint-Roch : Si tu viens dans mon pays, Vous qui vivrez demain et Le monde est fou.
Renée Claude est la première à enregistrer Le monde est fou, en 1973, chanson dont un fragment est devenu Hymne à la beauté du monde popularisé par la suite par Diane Dufresne en 1979, et endisqué également par Isabelle Boulay, plus récemment, en 1998. Luc Plamondon avait écrit Le monde est fou à la suite d'un événement troublant : l'immolation publique par le feu de la poète Huguette Gaulin à la Place Jacques-Cartier, dans le Vieux-Montréal, en 1972. Cette femme de seulement 28 ans criait à tue-tête « Vous avez détruit la beauté du monde » en cet instant tragique où elle disait adieu à la vie et l'idée est ainsi venue à Luc Plamondon de faire de cette phrase une chanson bouleversante.

### Les années London (1975-1979)
Plus populaire que jamais, Renée Claude enregistre ses albums avec les musiciens du Ville Émard Blues Band et elle se produit à la Place des Arts à chaque année, entre 1971 et 1974. En 1975, elle est de la distribution des spectacles à grand déploiement de la Fête nationale du Québec qui se déroulent un peu partout et plus précisément le soir du 24 juin, elle est l'une des dix personnalités féminines à chanter auprès de Jean-Pierre Ferland sur le Mont Royal pour un concert mémorable. Parmi les autres chanteuses unies pour célébrer Ferland, on peut souligner les présences de France Castel, Emmanuëlle et Ginette Reno pour ne citer que ces quelques noms. Toujours en 1975, elle prête sa voix à l'album Neiges d'André Gagnon, ce dernier lui ayant dédié sa Chanson pour Renée Claude. Cette même année, elle endisque son treizième album (Je suis une femme) puis un quatorzième album qui va suivre dès l'année 1976 (L'Enamour, le désamour) et elle connaît encore une fois de beaux succès avec les extraits de ces deux derniers opus, dont Je suis une femme, Ça commence comme ça les histoires d'amour, Je recommence à vivre, Rêver en couleur, L'Amante et l'épouse et C'est l'amour qui mène le monde.
Elle participe en 1976 au Festival de Spa, en Belgique, puis après un court temps de repos, elle enregistre en 1978 le 45 tours Are You Lonesome Tonight et la chanson Saint-Jovite en duo avec Jean Robitaille, deux titres qui connaissent une belle popularité. À la fin des années 1970, Renée Claude retrouve son ami Stéphane Venne et elle travaille de nouveau avec lui. Elle offre à son public en 1979 un quinzième microsillon intitulé Bonjour et qui se signale par les chansons Prends-moi, Le Bonheur, Monsieur mon homme, Beau comme "bonjour", Prends ton temps et Je suis un chat. La même année, elle diversifie son métier et coanime avec Winston McQuade l'émission L'Heure de pointe à la Société Radio-Canada.

### Les années Hommages et l'actrice Renée Claude
Avec l'arrivée des années 1980, Renée Claude délaisse un peu sa carrière de chanteuse populaire afin de rendre de nombreux hommages aux artistes qu'elle aime. Elle débute dès 1980 avec un spectacle intitulé Moi c'est Clémence que j'aime le mieux, spectacle de chansons, de monologues et de poèmes qui rend hommage à son amie Clémence DesRochers et que Renée présente au Théâtre de Quat'sous à Montréal et partout au Québec ainsi qu'à Paris. À partir de ce moment, Renée Claude est accompagnée par François Dubé qui devient son pianiste pour les 30 prochaines années.
Dans la foulée de ce succès, elle enregistre en 1981 un album complet de chansons de Clémence DesRochers qui porte le même titre que le spectacle ci-haut mentionné et qui contient les chansons La Vie d'factrie, Je ferai un jardin, On a eu un bien bel été, Ça sent l'printemps, Ton départ et L'Homme de ma vie. En alternance avec cet hommage à Clémence, Renée Claude crée le spectacle J'ai rendez-vous avec vous en 1981, cette fois pour honorer Georges Brassens, qu'admire tant l'interprète. Elle rend d'ailleurs avec justesse les chansons poétiques, pleines de verve et de non-conformisme de Brassens et, comme elle l'a fait précédemment pour Clémence, elle enregistre en 1983 un disque entièrement consacré à l'œuvre de Brassens. L'album, qui sera réédité en disque compact dix ans plus tard, en 1993, contient notamment les titres suivants : J'ai rendez-vous avec vous, Au bois de mon cœur, Les Copains d'abord, Chanson pour l'Auvergnat, Les Amoureux des bancs publics, Il n'y a pas d'amour heureux, La Marche nuptiale et La Ronde des jurons dont l'adaptation québécoise du deuxième couplet et du deuxième refrain faite par Plume Latraverse est remarquable. Renée Claude remonte par la suite régulièrement sur scène, à la demande générale, pour présenter ses spectacles sur DesRochers et Brassens qu'on lui redemande sans cesse, toujours avec François Dubé au piano.
En 1986, elle revient à la chanson populaire avec un album, appuyé par des musiques beaucoup plus rock. Avec le parolier et réalisateur Marc Desjardins, le guitariste Serge Laporte et le compositeur Germain Gauthier, elle lance le microsillon Le Futur est femme dont la chanson titre connaît un beau succès. L'album, qui contient aussi les titres Une de trop, Marcher sur l'eau, Bleu nuit, Coup de cafard, Mathématique et Je n'ai plus peur du noir, est réédité en disque compact 18 ans plus tard, en 2004. Cependant, malgré ce succès, et après le lancement d'une dernière chanson populaire (le 45 tours Mes nuits vidéo en 1989), elle disparaît complètement de ce domaine afin de toucher à d'autres facettes de son métier et surtout, de rendre hommage à son autre idole de toujours, Léo Ferré.
En janvier 1987, Renée Claude présente au public un nouveau spectacle en compagnie de Claude Léveillée, un show-concept intitulé Partenaires dans le crime. Les deux artistes se partagent la scène du Théâtre Arlequin avec un évident bonheur, et la critique est, comme toujours, très bonne envers le travail de Renée. En 1988, après avoir participé au spectacle rétro De Jeunesse à aujourd'hui, elle se rend à Saint-Malo, en France, pour participer cette fois au Festival de la chanson québécoise, puis à Sète, lieu de naissance de Brassens, pour chanter au Festival de cette ville.
En 1990, sous la direction d'André Brassard, elle est de la distribution de l'opéra Nelligan, sur un livret signé par l'écrivain Michel Tremblay sur des musiques d'André Gagnon. Renée y interprète le rôle de la journaliste Robertine Barry, alias Françoise, amie et protectrice d'Émile Nelligan. Heureuse et fière de cette expérience, Renée Claude prend le goût du métier de comédienne et veut pousser plus loin l'approfondissement de ce nouveau volet.
Dès 1991, elle joue dans la pièce de théâtre Tu faisais comme un appel de Marthe Mercure, puis dans la série télévisée de Janette Bertrand L'Amour avec un grand A, en 1992, en particulier dans l'épisode Ça fait pas partie de la job qui raconte la vie de diverses femmes harcelées sexuellement par leurs patrons. Renée Claude a l'occasion de donner la réplique à des acteurs chevronnés. Elle revient au théâtre à l'été 1992 et retrouve le metteur en scène André Brassard qui la dirige cette fois dans Marcel poursuivi par les chiens de Michel Tremblay. Renée Claude est aussi au générique du téléroman Triplex de Christian Fournier (en 1994-1995), dans le rôle d'Angèle.
Elle est l'une des actrices du film de Denise Filiatrault C't'à ton tour, Laura Cadieux (1997). Le résultat est fort concluant puisque le film est un très grand succès commercial. Renée Claude apparaît aussi dans le film Station Nord du réalisateur Jean-Claude Lord, en 2002.
Parallèlement à son travail de comédienne, Renée Claude réalise un autre projet qui lui est cher : celui d'un nouveau spectacle, cette fois pour rendre hommage à Léo Ferré. Ce spectacle, dont les arrangements et l'accompagnement (que l'on retrouvera sur l'album) sont assurés par le pianiste Philippe Noireaut,  voit le jour en 1993 et il a pour nom On a marché sur l'amour. Ferré décède quelques jours seulement avant la première, ce qui donne une plus grande dimension encore au spectacle, une plus grande fébrilité. Ce tour de chant, qui explore les grands thèmes du poète (l'amour, la mort, la solitude, l'anarchie…) obtient un énorme succès, tant critique que populaire, et Renée Claude va se promener avec lui d'un bout à l'autre du Québec. En effet, entre 1993 et 1996, elle sera sur les scènes des théâtres du Café de la Place des Arts, de La Licorne, du Théâtre de Quat'Sous (tous à Montréal) et du Théâtre Le Petit Champlain (à Québec) de même qu'ailleurs au pays, puis elle va présenter son concert hommage en France, en Suisse et en Italie. Afin d'appuyer le tout, elle lance sur le marché, en 1994, un disque double, un coffret intitulé On a marché sur l'amour : Renée Claude chante Léo Ferré et l'album se voit remettre en avril 1996, le Grand Prix de l'Académie Charles-Cros. Le coffret contient notamment les chansons Vingt ans, Y'a une étoile, Les Anarchistes, Ni dieu ni maître, Pauvre Rutebeuf, Je chante pour passer le temps, C'est extra, La mémoire et la mer, Avec le temps...
En août 1997, aux funérailles de la jeune comédienne Marie-Soleil Tougas, c'est à Renée Claude que l'on fait appel pour venir chanter un titre de Léo Ferré. Renée fait le choix de chanter Y'a une étoile en hommage à la jeune femme, une chanson qu'elle considère joyeuse et taquine, à l'image de Marie-Soleil.
Elle participe aussi au spectacle et au disque La Mémoire des boîtes à chansons aux côtés de Claude Dubois, André Gagnon, Claude Léveillée, Robert Charlebois, Pierre Létourneau, Jean-Pierre Ferland, Claude Gauthier, Bruno Pelletier et Louise Forestier. En 1997, l'album double Les Refrains d'abord est lancé : ce coffret est une réédition des quatre premiers albums (1963-1966) de la chanteuse. L'année suivante, en 1998, c'est au tour de la double compilation C'était le début d'un temps nouveau de voir le jour : il regroupe 34 des plus grands succès de Renée Claude, tous extraits de sa prolifique période Barclay (1969-1974).
Après quelques années d'une présence plus discrète, Renée Claude revient en 2006 avec un double album intitulé Entre la Terre et le soleil - Renée Claude chante Luc Plamondon. La chanteuse a pu réussir l'exploit de regrouper en un seul coffret toutes les chansons écrites pour elle par Plamondon depuis 1971 jusqu'à 2006. Aucune chanson n'a été omise et, pour l'occasion, Plamondon lui offre un tout nouveau titre sur une musique d'André Gagnon, Ballade pour mes vieux jours.
Après avoir chanté les plus grands, tant européens que québécois, après avoir rendu de vibrants hommages à Brassens, à Ferré et à Clémence DesRochers, après avoir contribué à faire connaître le talent des auteurs-compositeurs du Québec (Stéphane Venne, Luc Plamondon et Germain Gauthier, entre autres), Renée Claude a réussi à marquer à sa façon et pour toujours la culture collective québécoise.
Le 8 mars 2019, Journée internationale des droits de la femme, un mois après qu’il fut révélé que Renée Claude est hospitalisée souffrant de la maladie d'Alzheimer, 11 chanteuses du Québec (Céline Dion, Ginette Reno, Isabelle Boulay, Diane Dufresne, Laurence Jalbert, Catherine Major, Ariane Moffatt, Marie-Élaine Thibert, Marie-Denise Pelletier, Louise Forestier et Luce Dufault) enregistrent son grand succès Tu trouveras la paix pour ramasser de l’argent pour le Fonds de la recherche sur la maladie d’Alzheimer du Centre de recherche du Centre hospitalier de l’Université de Montréal (CHUM). À l’aube de son 80e anniversaire, l’initiative est due à l’animatrice Monique Giroux et le président de GSI Musique, Nicolas Lemieux. La réalisation musicale est confiée à Simon Leclerc.

### Décès
Renée Claude est décédée le 12 mai 2020 à Montréal (Québec), emportée par la Covid-19, au CHSLD où elle résidait.

## Discographie

### Albums
- 1963 : Renée Claude Volume 1 (Disques Sélect) (réédition 2013, Musicor)
- 1964 : Renée Claude Volume 2 (Disques Sélect) (réédition 2013, Musicor)
- 1965 : Renée Claude Volume 3 - Il y eut un jour (Disques Sélect) (réédition 2013, Musicor)
- 1966 : Renée Claude Volume 4 (Disques Sélect) (réédition 2013, Musicor)
- 1967 : Renée Claude - Shippagan (Disques Columbia) (réédition en 1971 sous le titre Collection: Poésie et chanson, Harmonie)
- 1969 : Renée Claude - C'est notre fête aujourd'hui (Barclay)
- 1969 : Le tour de la terre (Barclay)
- 1970 : Le début d'un temps nouveau (Barclay)
- 1971 : Tu trouveras la paix (Barclay)
- 1972 : Je reprends mon souffle (Barclay)
- 1973 : Ce soir je fais l'amour avec toi (Barclay), Réédition en 1973 sous le titre Renée Claude Le monde est fou / Un gars comme toi / Ce soir je fais l'amour avec toi. (Barclay)
- 1975 : Je suis une femme (London)
- 1976 : L'enamour, le désamour (London)
- 1979 : Bonjour (Les Disques Solset)
- 1981 : Moi c'est Clémence que j'aime le mieux (Disques Pro-Culture, Réédition CD en 2002 : Disques Transit)
- 1983 : Renée Claude chante Georges Brassens (Disques GMD)
- 1986 : Renée Claude (Disques GMD, Réédition CD en 2004 sous le titre Le futur est femme : Disques XXI-21)
- 1993 : J'ai rendez-vous avec vous - Renée Claude chante Georges Brassens (Disques Transit)
- 1994 : On a marché sur l'amour: Renée Claude chante Léo Ferré (Disques Transit)

### Simples
- 1962 : Feuille de gui - Tête heureuse interprété par Lucille Dumont (Variétés, V7047)
- 1962 : Feuille de gui - Tête heureuse interprété par Jacques Blanchet (Variétés, V7047)
- 1964 : Les gens de la tournée - Sans toi - Pour qui - La marquise coton (Ducretet Thomson, 460 V 655)
- 1964 : Pour qui - Sans toi (Sélect, S-7075)
- 1966 : Blues pour un chien de ruelle - Qui donc fera ma chanson (Sélect, S-7100)
- 1966 : De mémoire - Le jour déborde - Tante Camilienne - Scène d'amour (Ducretet Thomson, 460 V 735)
- 1967 : Shippagan - Donne-moi le temps (Columbia, C4-6982)
- 1967 : Tu es le même - On dirait bien (Columbia, C4-6996)
- 1967 : On dirait bien - Et te voilà (Columbia, C4-7110)
- 1968 : If you go away (Ne me quitte pas) - And I love him (Columbia, C4-2807)
- 1968 : Je n'étais rien avant toi - Les fleurs de papier (Barclay, B-60049)
- 1969 : C'est notre fête aujourd'hui - Guevara (Barclay, B-60064)
- 1970 : Le tour de la terre - Reste à dormir (Barclay, B 60087)
- 1970 : Le début d'un temps nouveau - Lorsque nous serons vieux (Barclay, B-60104)
- 1970 : Viens faire un tour - Sais-tu que je t'aime depuis longtemps (Barclay, B-60125)
- 1970 : Once (Le tour de la terre) - Love is the simplest thing (Reste à dormir) (Barclay B-30005)
- 1970 : Tu trouveras la paix - Tous les nuages (Barclay, B-60140)
- 1970 : La rue de la montagne - Ne pars pas (Barclay, B-60161)
- 1970 : The only one I follow (Tu m'as laissée tomber du 7e ciel) / Children (Berceuse pour mon père et ma mère) (Barclay, 30018)
- 1971 : C'est toi, c'est moi, c'est lui, c'est nous autres - C'est notre fête aujourd'hui (Barclay, B 103)
- 1971 : Et après ça - C'est toi, c'est moi, c'est lui, c'est nous autres (Barclay, 60178)
- 1972 : Cours pas trop fort, cours pas trop loin - La bagomane (Barclay, 60220)
- 1972 : Tu trouveras la paix - Le début d'un temps nouveau (Barclay, 61.446 L Publication européenne)
- 1972 : J'ai besoin d'un grand amour - Après ça (Barclay, 61.530 Publication européenne)
- 1973 : Les enfants de l'été - Ce soir je fais l'amour avec toi (Barclay, 60247)
- 1974 : Un gars comme toi - Antipodes (Barclay, 60264)
- 1974 : Je veux vivre avec toi - Comme tous les matins (Barclay, 60279)
- 1974 : Le ciel du sud - Vivre au jour le jour (Barclay, 60285)
- 1974 : Tu trouveras la paix - Viens faire un tour chez moi (Barclay OR-2020)
- 1974 : Si tu viens dans mon pays - Le monde est fou (Barclay, 60299)
- 1975 : Ce soir je fais l'amour avec toi - Si tu viens dans mon pays (Barclay, OR 2027)
- 1975 : Ça commence comme ça des histoires d'amour - Rêver en couleur (London, LF-1055)
- 1975 : C'est l'amour qui mène le monde - Je suis une femme (London, LF-1056)
- 1975 : C'est l'amour qui mène le monde - Rêver en couleur (Philips, 6042 115 Publication européenne)
- 1975 : Donnons-nous le temps - L'amante et l'épouse (avec Louise Forestier (London, LF-1061)
- 1975 : Tu trouveras la paix - Le monde à l'envers (Emmanuëlle) - Pars pas sans me dire bye bye (Diane Dufresne) - Je t'écris pour te dire - (Clémence DesRochers) (4 Super Succès. La Québécoise: une présence qui s'affirme, QUE 101(FD-7510-51)
- 1976 : Tous ceux qui veulent changer le monde - Je suis une femme d'aujourd'hui (London, LF-1072)
- 1976 : L'inventaire - L'enamour (London, LF-1080)
- 1977 : Parlez-moi d'amour - Mesdames et messieurs (London LF.1089)
- 1978 : Are you lonesome tonight - Je recommence à vivre (Telson, AE.128)
- 1978 : Le début d'un temps nouveau - C'est notre fête aujourd'hui (Les disques Millionnaires, MF-100303)
- 1978 : Le tour de la terre - Tu trouveras la paix (Les disques Millionnaires, MF-100304)
- 1978 : Viens faire un tour chez moi - Ce soir je fais l'amour avec toi (Les disques Millionnaires, MF-10030)
- 1979 : St-Jovite (avec Jean Robitaille) - Le locataire (Gamma, AA 1684)
- 1979 : Salut Québec - Salut Québec (instrumental) (Disques Sol 7, SOLT-46.504)
- 1979 : Le bonheur - Je suis un chat (Disques Sol 7, SOLT-46.503)
- 1979 : Prends-moi / Prends-moi (instrumental) (Disques Sol 7, SOLT-46.505 DJ)
- 1982 : Je ferai un jardin - La vie d'factrie (Pro-Culture, PPC-2025)
- 1982 : En vacances - En vacances (instrumental) (Pro-culture, PPC-2040)
- 1985 : Les yeux de la faim (collectif) - Les yeux de la faim (instrumental) (Kébec Disque/Fondation Québec-Afrique, KD-1985)
- 1986 : Désarmons - Désarmons (instrumental) (Pro-Culture, PPC-207)
- 1986 : Une de trop - Marcher sur l'eau (GMD 1301-02)
- 1986 : Jour après jour - Jour après jour (instrumental) (GMD-1301-06)
- 1990 : Mes nuits vidéo - Mes nuits vidéo (instrumental) (Disques Double, DO-17039)

### Compilations
- 1966 : Le Disque d'or (Disques Sélect)
- 1966 : Renée Claude - Stade 1 (Select Mini-Micro)
- 1969 : Renée Claude - Collection Chansons (Vega)
- 1973 : Les grands succès Barclay Vol. 1 (compilation double) (Barclay)
- 1974 : Les grands succès Barclay Vol. 2 (compilation double) (Barclay)
- 1974 : Camp Fortune 1974 (compilation) (Radio-Canada International)
- 1997 : Les refrains d'abord (Fonovox)
- 1998 : C'était le début d'un temps nouveau (Disques Transit)
- 2006 : Entre la Terre et le soleil - Renée Claude chante Luc Plamondon (Disques Transit/Interdisc)
- 2008 : Les incontournables (Musicor)
- 2025 : Airs du temps (Disques Transit)

### Participations à d'autres albums
- 1963 : Chansons sur mesure - Collectif québécois - Feuille de gui (Adagio)
- 1964 : Noël de nos chansonniers - Collectif pour Noël - À chaque mois de décembre (Disques Sélect)
- 1966 : Sopot 66 - Quand le soir descend (Polskie Nagrania Warszawa)
- 1975 : André Gagnon - Neiges - Chanson pour Renée Claude (London)
- 1978 : Jean Robitaille - Fais de beaux rêves - Saint-Jovite (Disques Gamma)
- 1985 : Fondation Québec-Afrique - Collectif pour l'Éthiopie - Les Yeux de la faim (Kébec-Disque)
- 1990 : Drame musical Nelligan (Disques Audiogram/Star)
- 1993 : Sainte Nuit - Collectif pour Noël - Trois anges et Peuple fidèle (avec Claude Gauthier) (Arpège Musique)
- 1995 : Luc Plamondon «Les grandes chansons» – Collectif d’artistes en hommage à Luc Plamondon - Ce soir je fais l'amour avec toi (Productions Guy Cloutier)
- 1996 : La mémoire des boîtes à chansons - Collectif québécois - La marquise coton Titre exécuté en public (DisQuébec)
- 1998 : Je me souviens - Coffret commémoratif de la chanson québécoise (GSI Musique)
- 1998 : Stéphane Venne - Le temps est bon (Disques Citation)
- 2003 : Les Divas du Québec - Live 2003 - Viens faire un tour chez moi, Tu trouveras la paix et Nelligan (Disques Divine Musique)
- 2006 : Pierre Létourneau - Heures de pointe - J'aimerais bien qu'on te chante (avec Pierre Létourneau et Claude Gauthier) (Les Disques du store ouvert)
- 2008 : Michel Conte - Viens faire un tour (Disques XXI-21 et Intermède Music)
- 2011 : 75 ans 75 chansons - Le début d'un temps nouveau Titre exécuté en public (Radio-Canada Internationale)

### Rôles au théâtre, à la télévision et au cinéma
- 1987 : Partenaires dans le crime (spectacle-concept avec Claude Léveillée)
- 1990 : Nelligan (opéra de Michel Tremblay et d'André Gagnon, mise en scène d'André Brassard)
- 1991 : Tu faisais comme un appel (pièce de Marthe Mercure)
- 1992 : L'Amour avec un grand A (télé-théâtre de Janette Bertrand, épisode Ça fait pas partie de la job)
- 1992 : Marcel poursuivi par les chiens (pièce de Michel Tremblay, mise en scène d'André Brassard)
- 1994-1995 : Triplex (téléroman de Christian Fournier)
- 1998 : C't'à ton tour, Laura Cadieux de Denise Filiatrault : Mme Touchette
- 2002 : Station Nord (film de Jean-Claude Lord)

### Distinctions
- 1955 : 1er prix au concours les découvertes de Billy Munroe à la radio de CKVL.
- 1962 : 1er prix au concours « Chansons sur mesure » à Bruxelles pour la chanson Feuille de gui de Jean-Pierre Ferland.
- 1966 : 1er prix pour l'interprétation de la meilleure chanson de l'année (Tu es noire) de Stéphane Venne et de François Dompierre.
- 1967 : trophée de la meilleure interprète au Gala des artistes pour la chanson Shippagan de Michel Conte ainsi que pour d'autres très belles mélodies et pour une tournée musicale triomphante.
- 1969 : trophée de la meilleure interprète au festival du disque.
- 1970 : prix du concours Clé d'or pour la chanson de Michel Conte Viens faire un tour.
- 1996 : prestigieux prix de l'Académie Charles-Cros pour le spectacle-hommage au mélodiste et chanteur Léo Ferré (On a marché sur l'amour).
- 2008 : prix hommage Quebecor pour Renée Claude et Janine Sutto, l'une pour la chanson et l'autre pour le théâtre, pour l'ensemble de leur carrière[4],[5],[6].
- 2010 : membre de l'Ordre du Canada, « Pour avoir contribué au rayonnement de la chanson québécoise ici et outre-mer en tant qu'interprète de nos grands auteurs. »[7].